# خاتم صياد السمك

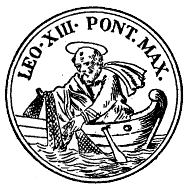
خاتم البابا ليو الثالث عشر.ويعرف

 أيضاً بـ «خاتم صيد السمك»، هو جزء رسمي من الشعارات التي يرتديها البابا رئيس الكنيسة الرومانية الكاثوليكية، خليفة بطرس الذي كان صياد سمك. يحمل الخاتم نقشاً بارزاً لبطرس يصيد السمك في قارب، وهي رمزية مستمدة من تقليد أن الرسل كانوا «صيادي سمك» (إنجيل مرقس 1:17). وخاتم صياد السمك هو ختم استخدم حتى عام 1842 لختم الوثائق والرسائل الرسمية الموقّعة من البابا.